# 대코럼

대코럼의 위치

대코럼(영어: Dacorum)은 잉글랜드 하트퍼드셔주에 위치한 비도시 자치구로 중심 도시는 헤멀헴프스테드이며 인구는 149,741명(2014년 기준), 면적은 212.5km2이다.